# مارلين وايار
مارلين وايار (بالإنجليزية: Marlene Wayar)‏ (من مواليد 14 أكتوبر 1968) هي أخصائية نفسية اجتماعية أرجنتينية، وناشطة في مجال حقوق المتحولين جنسيًا.